# Piotr Abowin-Jegides
Piotr Markowicz Abowin-Jegides ros. Пётр Ма́ркович Абовин-Егидес (ur. 15 września 1917, zm. 13 maja 1997) – radziecki i rosyjski filozof, pedagog, działacz społeczny.

## Życiorys
Był wychowankiem domu dziecka. W 1941 ukończył fakultet filozoficzny Moskiewskiego Instytutu Filozofii, Literatury i Historii.
Brał udział w II wojnie światowej, w 1941 dostał się do niewoli, zbiegł z niej. W latach 1942–1948 znajdował się w areszcie. Po oswobodzeniu od 1949 był wykładowcą szkole pedagogicznej, a w latach 1953-1959 przewodniczącym kołchozu. Od 1959 był wykładowcą filozofii w wyższych szkołach Briańska, Irkucka, Rostowa nad Donem. Uczestniczył w ruchu demokratycznym, od 1970 do 1972 był przymusowo leczony w szpitalu psychiatrycznym. W 1978 założył wydawnictwo bezdebitowe "Poiski", był prześladowany przez władze. W 1980 wyemigrował do Francji, w 1989 powrócił do ZSRR. Po powrocie aktywnie uczestniczył w życiu politycznym kraju, od 1995 był jednym z liderów Samorządowej Partii Pracujących (ros. Партия самоуправления трудящихся). Był autorem prac z dziedziny aktualnych zagadnień filozofii i polityki .